# Saint-Martin-sous-Vigouroux

Saint-Martin-sous-Vigouroux este o comună în departamentul Cantal, Franța. În 1 ianuarie 2022 avea o populație de 219 de locuitori.